# Alexander Salmon
Alexander Salmon (1820 - 6 de agosto de 1866) foi um comerciante inglês que foi o primeiro judeu a residir no Tahiti. Ele se tornou secretário da rainha Pōmare IV.  

## Nascimento e início da vida
Alexander Solomon nasceu em 1820, em Hastings, Inglaterra, filho de John Solomon, foi um vendedor de uma loja em Piccadilly, e de Catherine Polack, e sobrinho de Joel Samuel Polack. 

## Casamento e filhos
Em janeiro de 1842, Alexander casou com a princesa Oehau, Ari'i Ari'ioehau Ari'ita'ima'i Hinari'i (1824 - 24 de junho 1897), filha adotiva do rei Pōmare II.
Eles tiveram os seguintes filhos:  
- Tetuanui Reiaitera'iatea Titaua Salmon (3 de novembro de 1842 - 25 de setembro de 1898) casou com John Brander em 1856 e em 1878 George Darsie
- Ernest Tepauari'i'iahurai Salmon (dezembro de 1843 - abril de 1844)
- Ari'ino'ore Moetia Salmon (3 de março de 1848 - 1935) casou com Dorence Atwater
- Ari'i Teuraitera'i Tati Salmon (1852 - 5 de dezembro de 1918)
- Alexander Ari'ipaea Vehiaitipare Salmon (4 de agosto 1855 - 1914)
- Jean Nari'ivaihoa Tepau Marama Salmon (24 de outubro de 1856 - 6 de fevereiro 1906)
- Rainha Johanna Marau Ta'aroa a Tepau Salmon (24 de abril de 1860 - 2 de fevereiro de 1934) casou com o rei Pōmare V
- Lois Beretania Salmon "Pri" (23 de março de 1863 - 25 de maio de 1894)
- Alexandria Manihinihi "insolente" Salmon (1 de outubro de 1866 - 2 de dezembro 1918) casou com seu sobrinho Norman Brander

## Morte
Salmon morreu no dia 6 de agosto de 1866, em Papeete, Tahiti.